# 阿根廷擬八角魚
阿根廷擬八角魚，為輻鰭魚綱鮋形目杜父魚亞目八角魚科的其中一種，為溫帶海水魚，分布於西南大西洋阿根廷及福克蘭群島海域，棲息深度18-20公尺，棲息在底層水域，生活習性不明。